# 元恵栄
元 恵栄（朝鮮語: 원혜영、ウォン・ヘヨン、1951年9月27日 - ）は、韓国の政治家、実業家。2011年12月に結成された民主統合党の共同代表を務めた。本貫は原州元氏。キリスト教徒。
ジャーナリスト、元韓国映画振興委員会委員長の安貞淑は妻。

## 人物像
1951年9月、京畿道富川郡梧亭面（現・富川市）に生まれる。父は平安南道中和郡出身で、韓国で有機農業を最初に導入した農場経営者の元敬善である。ソウル大学校在学中の1970年代、朴正煕軍事独裁政権（維新体制）に反対する民主化運動に関わり、2回投獄。1981年にプルムウォン食品を創業、経営に携わる。1988年、民主化運動を担った在野活動家を主体に結成されたハンギョレ民主党では代弁人（スポークスマン）を務めた。1992年総選挙で当時の最大野党である民主党から出馬して初当選、政界入りした。漢陽大学校地方自治大学院、カトリック大学校行政大学院の兼任教授を務めた後、1998年の全国同時地方選挙の一つとして行われた富川市長選に出馬して初当選、富川市長を2期務めた。市長退任後、2004年総選挙にヨルリン・ウリ党から出馬して国政復帰、ウリ党では政策委員会議長や事務総長、最高委員など党要職を務めた。2008年総選挙で3回目の当選を果たし、同年結成された民主党では院内代表を務めた（～2009年）。2011年12月、民主党と市民統合党及び韓国労働組合総連盟が合同して結成された民主統合党における新指導部が発足するまでの期間において党務を担う、臨時共同代表に就任した。

## 略歴
- 1951年9月27日：京畿道富川郡梧亭面生まれ

### 学歴
- 1964年：富川北初等学校卒業
- 1967年：ソウル中洞中学校卒業
- 1970年：ソウル慶福高等学校卒業
- 1996年：ソウル大学校師範大学歴史教育科卒業

### 経歴
- 1971年： ソウル大学校教育課程部学生会長
- 1971年 - 1974年： 兵役勤務。陸軍兵長で満期除隊
- 1974年 - 1980年： 軍事独裁政権に反対する民主化運動で2回服役
- 1981年 - 1986年： プルムウォン食品経営
- 1988年： ハンギョレ民主党、代弁人
- 1992年 - 1996年
  - 第14代国会議員（民主党→統合民主党）
  - 国会環境労働委員会幹事
  - 民主党院内代表議員
- 1998年 - 2003年
  - 富川市長（民選2期・3期。新政治国民会議→新千年民主党）
  - 全国大都市市長協議会会長
  - PIFAN組織委員長
- 2004年 - ： 第17代国会議員（ - 2008年。ヨルリン・ウリ党→大統合民主新党→統合民主党）
  - ウリ党政策委員会議長、事務総長、党最高委員
- 2006年：
  - 韓国児童・人口・環境議員連盟会長
  - アジア太平洋環境開発委員会執行委員長
- 2007年
  - 漢陽大学校、カトリック大兼任教授
  - 国会予算決算特別委員会委員長
- 2008年： 第18代国会議員（ - 2012年。統合民主党→民主党→民主統合党）
  - 院内代表（ - 2009年）
  - 環境労働委員会
- 2011年
  - 民主党チョンウォルセ対策特別委員長
  - 民主党より良い地方政府委員会委員長
  - 民主統合党共同代表（ - 2012年1月の全党大会まで）
- 2012年：第19代国会議員（ - 2016年。民主統合党→民主党→新政治民主連合→共に民主党）
- 2016年：第20代国会議員（ - 2020年。共に民主党）

出典：원혜영  프로필（元恵栄プロフィール） 。2011年12月26日閲覧　